# Harri Vuorenpää
Harri Tapio Vuorenpää (* 20. September 1982 in Tampere) ist ein finnischer Politiker der Perussuomalaiset (PeruS).

## Biografie
Vuorenpää absolvierte einen Abschluss als Tradenom (Bachelor of Business Administration) an der Fachhochschule Tampere. Von 2019 bis 2023 war er Vorsitzender des Bezirksverbandes Pirkanmaa. Neben seiner Tätigkeit auf nationaler Ebene ist er auch lokal aktiv und bekleidet das Amt des ersten stellvertretenden Vorsitzenden des Gemeinderats von Pirkkala.
August 2023 wurde Vuorenpää zum Parteisekretär der Perussuomalaiset gewählt. In dieser Funktion setzt er sich insbesondere für die Stärkung der organisatorischen und politischen Strukturen der Partei ein.
Zudem ist er verheiratet und Vater von sieben Kindern.